# Йоан Візітю
Йоан Візітю (3 лютого 1970) — румунський академічний веслувальник.
Срібний призер Олімпійських Ігор 1992 року в складі вісімки.
Срібний призер Чемпіонату світу 1993 року в складі вісімки, бронзовий призер 1994 року в складі розпашної двійки зі стерновим.